# Warren (Arkansas)
Warren è una località degli Stati Uniti d'America, capoluogo della contea di Bradley, nello Stato dell'Arkansas.